# 213e régiment d'infanterie territoriale
Le 213e régiment d'infanterie territoriale est un régiment d'infanterie de l'armée de terre française qui a participé à la Première Guerre mondiale.

## Drapeau
Il ne porte aucune inscription. 

## Historique des garnisons, combats et batailles du213eRIT

### Première Guerre mondiale
Affectations: